# Gondomar Sport Clube
Maillots
Le Gondomar SC est un club de football portugais basé à Gondomar dans le nord du Portugal.

## Histoire
Le club passe 5 saisons en deuxième division de 2004 à 2009.
Il obtient son meilleur classement en D2 lors de la saison 2006-2007, où il se classe 5e du championnat, avec 13 victoires, 6 matchs nuls et 11 défaites, soit un total de 45 points.

## Personnalités du club

### Présidents
- 2004- :  Álvaro Aníbal da Silva Cerqueira

### Entraîneurs
- 2008 :  Daniel Ramos
- 2010- :  Vítor Paneira

### Anciens joueurs
- Fernando Aguiar
- Nicolás Canales
- Xeka
- Petit
- Diogo Jota
- Fábio Silva
- Stephen Loureiro